# David McAllister
David James McAllister, né le 12 janvier 1971 à Berlin-Ouest, est un homme politique allemand membre de l'Union chrétienne-démocrate d'Allemagne (CDU).

## Biographie

### Jeunesse et formation
Né à Berlin-Ouest, il déménage dans son enfance à Bad Bederkesa, à côté de Brême. En 1988, il adhère à l'Union chrétienne-démocrate d'Allemagne (CDU) et passe, un an plus tard, son abitur. Il entreprend aussitôt son service militaire obligatoire dans un bataillon de chars de combat à Cuxhaven.
Il quitte l'armée en 1991, année de son élection, pour trois ans, à la présidence de la Junge Union de l'arrondissement de Cuxhaven et de son entrée à l'université de Hanovre, où il étudie le droit.

### Ascension politique rapide
L'année 1996 marque le début de sa carrière politique. Alors qu'il obtient son premier diplôme juridique d'État, il est élu membre de l'assemblée municipale de Bad Bederkesa et à l'assemblée de l'arrondissement de Cuxhaven. Devenu avocat en 1998, il est élu cette même année député régional au Landtag de Basse-Saxe.
En 2001, il est investi maire de Bad Bederkesa, un poste dont il démissionne dès l'année suivante pour prendre les fonctions de secrétaire général de la CDU de Basse-Saxe, sous la présidence de Christian Wulff.

### Au premier plan en Basse-Saxe
À la suite de l'arrivée au pouvoir du centre-droit lors des élections législatives régionales du 2 février 2003, il devient, à peine deux semaines plus tard, président du groupe CDU. Au mois d'août suivant, il renonce à ses fonctions au sein de l'appareil du parti.
Ayant refusé, en 2005, d'être choisi comme secrétaire général fédéral de la CDU par Angela Merkel, il est porté, le 24 juin 2008, à la présidence de la fédération du parti en Basse-Saxe avec 98,9 %, en remplacement de Wulff, tout en conservant la direction du groupe parlementaire.

### Ministre-président du Land
Après la désignation de Christian Wulff comme candidat de la CDU/CSU et du FDP à l'élection présidentielle anticipée du 30 juin 2010, il est considéré comme l'unique candidat pour lui succéder à la direction du gouvernement de Basse-Saxe. Il est investi ministre-président de Basse-Saxe par le Landtag le 1er juillet, par 80 voix sur 148, sans aucun opposant, et devient alors le plus jeune ministre-président du pays.

### Échec aux régionales de 2013
Lors des élections législatives régionales du 20 janvier 2013, il maintient la CDU comme première force politique du Land, avec 36 % des suffrages exprimés, soit un recul de plus de six points. Bien que le Parti libéral-démocrate (FDP) ait remporté 9,9 % des voix, la coalition au pouvoir est défaite d'un siège seulement, 67 contre 68, par l'alliance entre le Parti social-démocrate d'Allemagne (SPD) et l'Alliance 90 / Les Verts (Grünen). Au lendemain du vote, il annonce qu'il ne prendra pas la direction du groupe parlementaire, apportant son soutien au président sortant, Björn Thümler.
Le social-démocrate Stephan Weil est élu pour lui succéder le 19 février suivant.

### Député européen
Pour les élections européennes du 25 mai 2014, il est désigné chef de file de la CDU. Le jour du scrutin, il est donc élu député au Parlement européen. Il est réélu le 26 mai 2019 puis le 9 juin 2024. Il est président de la commission des Affaires étrangères du Parlement depuis le 1er février 2017.

### Famille et vie privée
Il est le fils d'un père écossais, originaire de Glasgow, employé civil de l'armée britannique, et d'une mère allemande, professeur de musique. Il est marié avec Dunja Kolleck. Le couple a deux enfants : Jamie Elizabeth et Mia Louise. Il est de nationalité allemande et britannique.